# Tahmasp I
Tahmasp I (اه تهماسب یکم ;1514-1576) a fost un șah al Iranului din Dinastia Safevidă.